# Puccinellia walkeri
Puccinellia walkeri är en gräsart som först beskrevs av Thomas Frederic Cheeseman, och fick sitt nu gällande namn av Harry Howard Barton Allan. Puccinellia walkeri ingår i släktet saltgrässläktet, och familjen gräs. Inga underarter finns listade i Catalogue of Life.